# رودريك ر. ألين
رودريك ر. ألين (بالإنجليزية: Roderick R. Allen)‏ هو عسكري أمريكي، ولد في 29 يناير 1894 في مارشال في الولايات المتحدة، وتوفي في 1 فبراير 1970 في واشنطن العاصمة في الولايات المتحدة.